# Mola Murada (Xert)
La Mola Murada, a Xert, a la comarca del Baix Maestrat, és un jaciment arqueològic que com tots, es troba catalogat, per declaració genèrica com a Bé d'Interès Cultural, no presentant anotació ministerial, encara que sí codi identificador: 12.03.052-009; tal com figura en la Direcció General del Patrimoni Artístic de la Generalitat Valenciana.
El municipi de Xert, està situat en una zona d'orografia singular, amb moles en els seus voltants, estant situat entre les del "Turmell", amb 1281 metres d'altitud i la de la "Talaiola", de menor altura (948 metres), que la delimiten pel nord; mentre que la zona sud, es troba limitada pel Parc Natural dels Ports, la serra de Enruna, el coll de Tintorers i la Rambla de Cervera. La vall del barranc de Barcella, que és un afluent del riu Cérvol, així com el massís muntanyenc de la Roca de Barcella i l'anomenada mola del Murar, tanquen la zona septentrional del municipi de Xert.

## Història
Xert és un terme municipal d'una antiga història, ja que en el seu territori, es conserven restes d'un important poblat de l'edat del bronze (més concretament i segons certs autors, es tracta d'un assentament iber), que presenta un recinte fortificat amb restes d'habitacles al seu interior. Malgrat conèixer la seva existència des d'antic, no s'han realitzat investigacions científiques.
Aquest jaciment arqueològic va ser nomenat per Teodor Llorente en la seva obra titulada “Valencia. Sus monumentos y artes. Su naturaleza e historia”, editada a 1887, dins d'una obra major titulada “España sus monumentos y artes su naturaleza e historia”. En l'esmentada obra, Llorente feia esment de l'existència d'un article, obra de José Joaquín Lànderer, publicat a “La Ilustración Española y Americana”, a 1880, en el qual apareixia una referència, possiblement la primera que es feia, sobre l'enclavament prehistòric de la Mola Murada.
Per la seva banda, l'historiador valencià Carlos Sarthou Carreres, és autor del volum corresponent a Castelló en l'obra "Geografía General del Reino de Valencia" que va ser dirigida per Francesc Carreras l'any 1913. En aquesta obra, Sarthou Carreres parla del jaciment de la Mola Murada, referint-se a ell com del Neolític i descrivint-ho com un "lloc fortificat ". Segons aquest autor, l'enclavament va ser donat a conèixer per José J. Landerer, sent posteriorment classificat per Manuel Sales i Ferré, i estudiat per Juan Antonio Balbás, I el ja esmentat Teodor Llorente entre d'altres.

## Descripció
Segons el que es dedueix dels escrits de Lànderer, el poblat està aproximadament a uns 734 metres d'altitud. L'assentament presentava un emmurallament en forma corba, d'uns 250 metres de longitud, i entre dos i tres metres d'altura. El material per a la seva construcció eren pedres obtingudes d'ensorraments que es produïen en les vessants de les muntanyes properes, seguint la tècnica de paret seca. A la zona sud semblava tenir una porta d'accés al recinte, d'uns cinc metres d'amplada aproximadament.
Dins del recinte, podien distingir-se com habitacles de formes ovals i el·líptiques, segons les mides que tenien. Entre les restes es van descobrir ossos humans i d'animals, així com destrals i puntes de llança (unes de sílex, de tonalitats blanquinoses i vetes rogenques, i altres de diorita.